# 朝倉神社前停留場
朝倉神社前停留場（あさくらじんじゃまえていりゅうじょう）は、高知県高知市朝倉にあるとさでん交通伊野線の路面電車停留場である。

## 歴史
朝倉神社前停留場の開業は1907年（明治40年）。伊野線の鏡川橋 - 咥内間の延伸開通に合わせて開業した。開業当時の停留場名を「宮ノ前」とする資料もある。

### 年表
- 1907年（明治40年）9月16日：土佐電気鉄道の停留場として開業[1]。
- 2014年（平成26年）10月1日：土佐電気鉄道が高知県交通・土佐電ドリームサービスと経営統合し、とさでん交通が発足[3]。とさでん交通の停留場となる。

## 停留場構造
乗り場は2面あり、東西方向に伸びる単線の軌道を挟みこむように配される。ただし互いの乗り場は斜向かいにあり、西にはりまや橋方面行き、東に伊野方面行きの乗り場が置かれている。はりまや橋方面には屋根を備えたホームが設置されているが、伊野方面は南を並走する道路との間を舗装し白線を引いただけの造りである。

## 停留場周辺
朝倉神社は停留場の北側、土讃線の踏切を越えた先。神社本殿は重要文化財に指定されている。南には朝倉城址がある。
- 宮の奥簡易郵便局
- 高知県道386号朝倉伊野線（旧国道33号）
- 「朝倉神社前」バス停留所

## 隣の停留場
とさでん交通
伊野線
朝倉駅前停留場 - 朝倉神社前停留場 - 宮の奥停留場